# Fahrtechnik
Unter Fahrtechnik werden verschiedene Techniken beim Führen von Kraftfahrzeugen im Motorsport oder bei Showveranstaltungen zusammengefasst.

## Kurvenfahrtechniken

### Untersteuern und Übersteuern

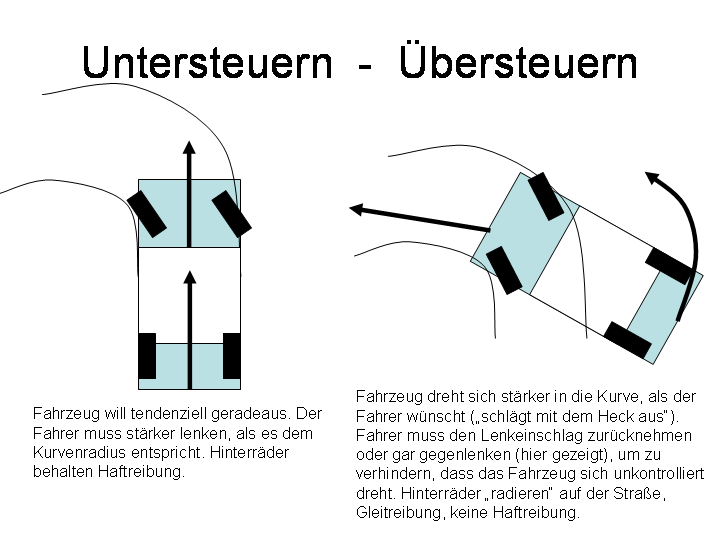

Als Unter- bzw. Übersteuern wird jeweils ein Zustand bezeichnet, in dem ein Kraftfahrzeug im Verhältnis zum Lenkeinschlag zu wenig (= unter) oder zu viel (= über-)steuert.
Als Beispiel für das Untersteuern stelle man sich vor, man führe mit einem Fahrzeug zu schnell durch eine Kurve und das Fahrzeug „will“ geradeaus, obwohl man die Lenkung eingeschlagen hat. Die Vorderreifen verlieren die Bodenhaftung (Haftreibung geht in Gleitreibung über) und geben nicht länger die Fahrtrichtung vor. Dieses Verhalten wird oft laienhaft mit dem Satz „Das Fahrzeug hat nicht mehr gelenkt“ beschrieben.
Bei Fahrzeugen ohne Antiblockiersystem (ABS) tritt dieser Effekt auch bei einer Vollbremsung mit blockierenden Rädern auf. Das Fahrzeug fährt dann geradeaus, auch wenn man den Lenkeinschlag ändert.
Beim Übersteuern ist das Gegenteil der Fall: Das Fahrzeug fährt eine engere Kurve, als es nach der Lenkrad-/Reifenstellung eigentlich beschreiben sollte. Hierbei verlieren die Hinterräder die Haftung – oder umgangssprachlich ausgedrückt: „Das Heck bricht aus.“
Fahrzeugen mit Frontantrieb wird regelmäßig eine Tendenz zum Unter- und Fahrzeugen mit Hinterrad- und Heckantrieb eine Tendenz zum Übersteuern zugeschrieben. Bedingt durch die Fahrsituation kann es allerdings auch bei Vorderradantrieb zu einem Übersteuern kommen, genauso wie umgekehrt ein Untersteuern auch bei angetriebenen Hinterrädern möglich ist.
Moderne Fahrzeuge sind heute mit einer Fahrdynamikregelung (ESC bzw. ESP) ausgerüstet, um diesem unerwünschten Verhalten entgegenzuwirken.
Der, für seine treffenden und humorvollen Aussagen bekannte, deutsche Rallyepilot Walter Röhrl hat diese Thematik folgendermaßen beschrieben: „Untersteuern ist, wenn Du den Baum siehst, in den Du reinfährst. Übersteuern ist, wenn Du ihn nur hörst.“

### Driften
Driften oder Sliden (englisch to slide für rutschen) bezeichnet einen Fahrzustand, bei dem sich ein Fahrzeug in einer Kurve seitlich zur eigenen Längsachse bewegt und somit große Schräglaufwinkel an beiden Achsen gehalten werden. Im weiteren Sinne bezeichnet man auch oft schon das bloße Ausbrechen der Hinterachse als Drift. Ein überwiegender Hinterraddrift wird im allgemeinen Sprachgebrauch auch als Übersteuern bezeichnet. Das heißt, dass nach dem Ausbrechen des Fahrzeughecks die Lenkung geradegestellt wird oder sogar in Richtung der Kurvenaußenseite zu lenken ist. Ein überwiegender Vorderraddrift wird als Untersteuern bezeichnet. Das heißt, dass stärker eingelenkt werden muss, als der Kurvenradius es eigentlich erfordern würde.
Die Kurvenbahn, auf der sich das Fahrzeug beim Übersteuern bewegt, wird durch die Gasstellung geregelt. Der Fahrer lenkt gegen, um das Fahrzeug stabil zu halten. Wenn er dies nicht in einem konstanten Lenkwinkel, sondern durch Hin- und Herbewegung der Lenkung tut, spricht man von „Sägen“.
Man unterscheidet verschiedene Drifttechniken meistens danach, wie sie eingeleitet werden:
- Mit der Vorderradbremse kurz vor der Kurve scharf anbremsen um das Hinterrad zu entlasten. Motordrehzahl auf 2/3 der max. Drehzahl und Kupplung am Schleifpunkt halten. Dies ist bei Supermoto üblich.
- Durch Gasgeben in Kurven
- Durch Lastwechsel: Speedway, Grasbahn, Langbahn, Rallye. Heftiges Gaswegnehmen bzw. Runterschalten beim Einlenken in die Kurve entlastet das Hinterrad, die Folge ist Übersteuern. Der Grad des Einflusses wird bestimmt durch Motorbremsmoment und Fahrzeugabstimmung.
- Durch Aufschaukeln des Fahrzeugs: Man lenkt bei betätigter Bremse, also leichtem Heck, zunächst heftig von der Kurve weg, dann in die Kurve ein und lässt dann die Bremse wieder los. Die Folge ist, dass das Fahrzeug ins Kurveninnere zieht, während die Hinterachse immer noch kontrollierbar driftet.

Allen Drifts ist gemein, dass sie bei Fahrzeugen mit Hinterradantrieb durch starke Beschleunigung verlängert werden können (die Hinterreifen werden durch die Antriebskräfte überlastet und drehen durch), hierbei spricht man von einem Powerslide.
Bei einem zu starken Slide sollte beim Motorrad das Körpergewicht auf die kurvenäußere Fußraste verlagert werden und das kurveninnere Knie sanft gegen den Asphalt gedrückt werden.
Auto:

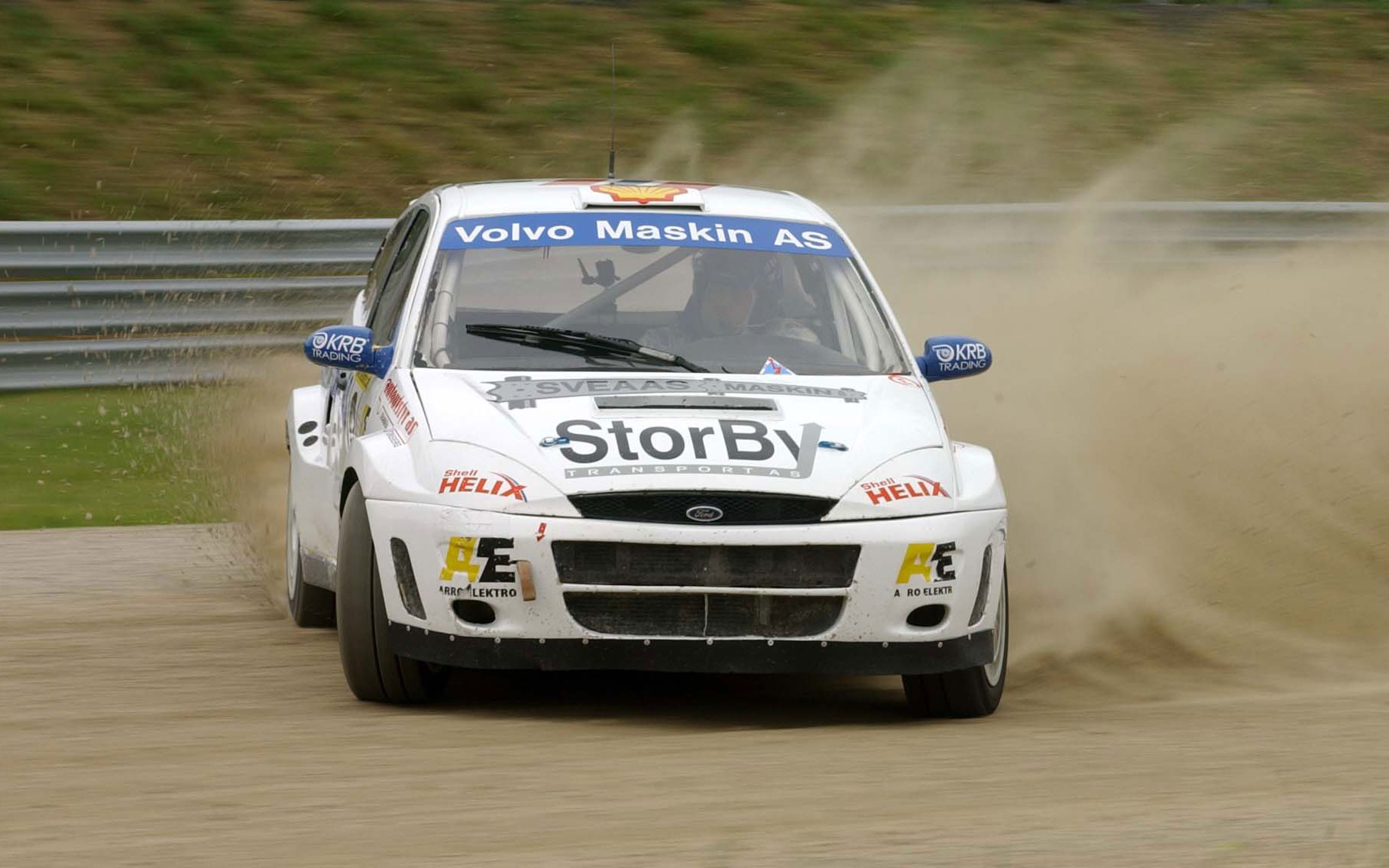
Driftender Rallycross-Rennwagen mit Allradantrieb

- Mit der Handbremse: Bei Fahrzeugen mit Frontantrieb, die regulär untersteuern, kann ein Übersteuern durch einen kurzzeitigen Zug an der Handbremse in einer Kurve hervorgerufen werden, mit dem die Hinterräder ins Rutschen kommen und somit mangels Seitenführung das Fahrzeugheck zum Ausbrechen gebracht wird. Zur Anwendung dieser Technik wurde im Rallyesport die Handbremse zweckmäßig als hydraulisches System ohne automatische Feststellung ausgeführt. Es reicht nicht aus, die Drehung mit der Handbremse einzuleiten; man muss sie auch mit passendem Gegenlenken und Gasgeben wieder eingrenzen können. Für enge Drehungen bei niedrigen Geschwindigkeiten ist der Einsatz der Handbremse oft unerlässlich.

Driften mit Autos ist inzwischen besonders in Japan und den USA als eigene Motorsportkategorie herangewachsen (beispielsweise die D1-GP-Serie), die sich bei den Fans großer Beliebtheit erfreut. Mittlerweile findet das Driften immer mehr Anhänger in Europa. Siehe dazu auch: Driften (Motorsport).

### Klassische Kurvenfahrtechnik
In der klassischen Kurvenfahrtechnik behält der Fahrer eine aufrechte Haltung parallel zur Mittelachse des Motorrades in Schräglage bei. Daher kann er sich mit beiden Knien am Tank abstützen und hat eine stabile Verbindung zum Motorrad. Diese Technik erfordert klassische Reifenbreiten, damit der Reifenaufstandspunkt nicht so stark nach außen wandert und in Verbindung mit Unebenheiten zum Lenkerflattern (unter Gas bis zum Tankslapper/Lenkerschlagen) führt.

### Motorrad in die Kurve drücken

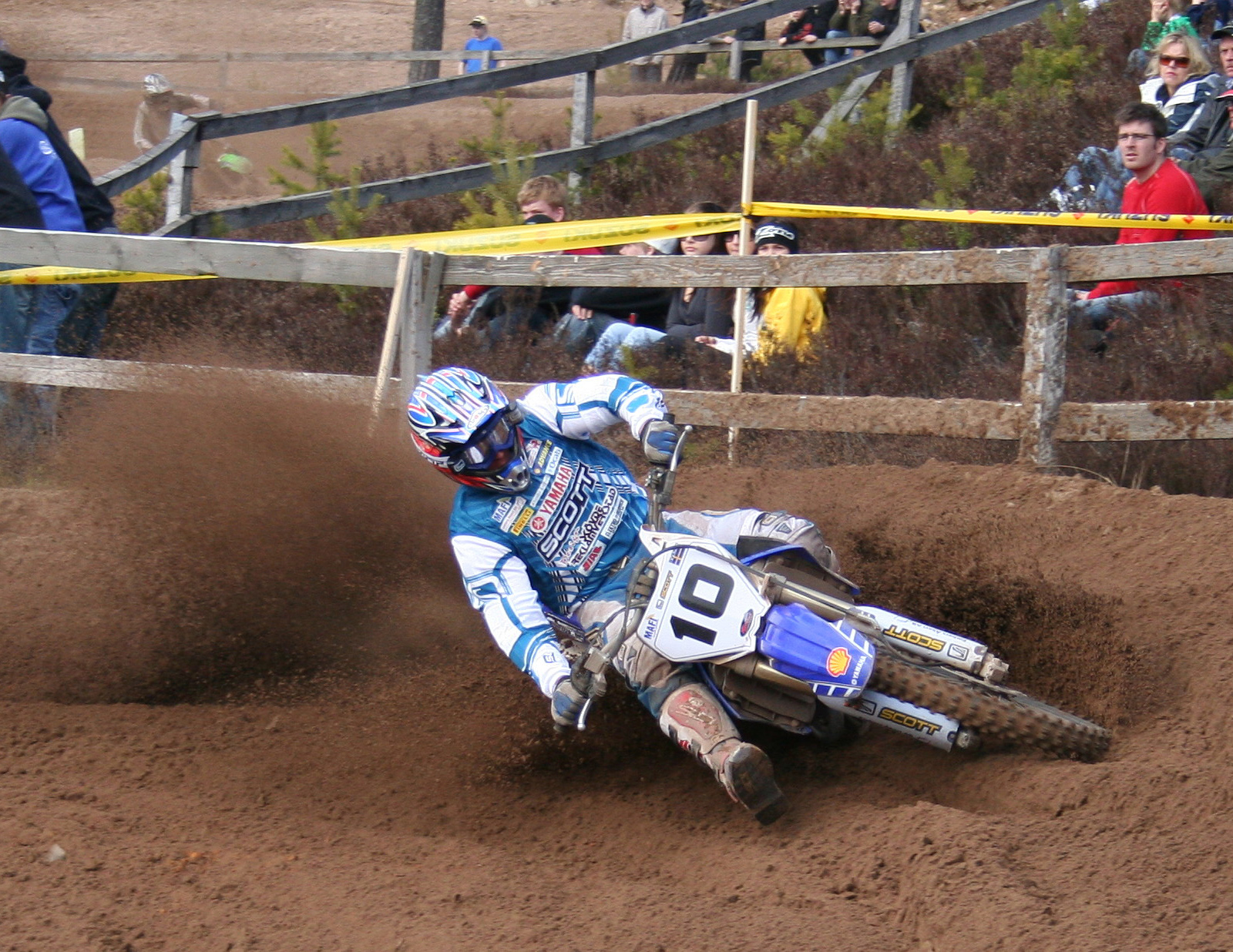
„Drücken“

Bei dieser Kurvenfahrtechnik, die beim Moto-Cross, Enduro, Super-Moto oder in Notsituationen zum schnellen Ausweichen eingesetzt wird, drückt der Fahrer die Maschine unter sich in die Schräglage, während er selbst aufrecht sitzen bleibt.

### Sich in die Kurve legen („hanging off“)

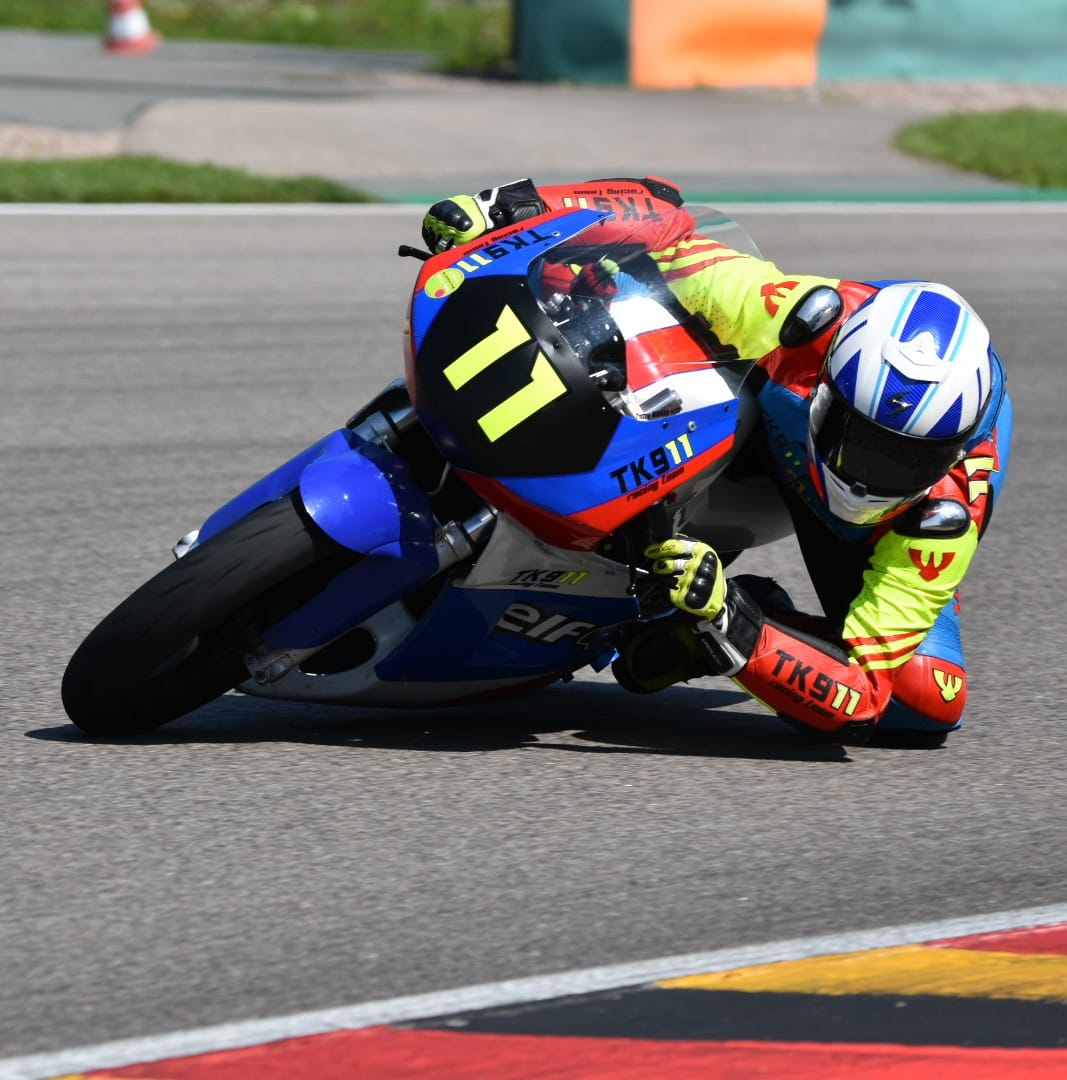
„Hanging off“
(MZ-Cup, Sachsenring, 2020)

Als hanging off (engl. to hang off, herunterhängen) bezeichnet man die sportliche Kurvenfahrtechnik im Motorradstraßenrennsport.
Der Fahrer hängt sich dabei zur Kurveninnenseite neben das Motorrad. Sein Gewicht wird dabei zum größten Teil vom kurvenäußeren (oberen) Bein getragen. Dabei kann er den Knieschleifer an den Asphalt halten, um die Schräglage zu kontrollieren, d. h. den Abstand zum Asphalt einzuschätzen.
Durch diese Technik verlagert sich der gesamte Systemschwerpunkt, sodass das Motorrad selbst nicht mehr so stark in Schräglage gebracht werden muss, was wegen des stark versetzten Reifenaufstandspunktes ansonsten nötig wäre. Durch die verringerte Schräglage kann früher aus der Kurve heraus beschleunigt werden. Außerdem ist die Auflagefläche der Reifen bei geringerer Schräglage größer (was allerdings nicht für jeden Reifen gilt, Rennreifen haben eine andere Kontur), und Fußrasten oder andere Bauteile setzen nicht auf dem Boden auf. Des Weiteren schaukelt sich die Maschine nicht so auf, weil der aus der Maschinenmitte nach außen gewanderte Reifenaufstandspunkt nicht nur einseitiges Gewicht zu tragen hat. Diese Technik wird durch die modernen Reifenbreiten bei Supersportlern also geradezu herausgefordert.

## Auf dem Hinterrad fahren
Unter einem Wheelie versteht man das Fahren eines mehrachsigen Fahrzeugs auf der Hinterachse. Wenn das Vorderrad in der Luft ist, kann auch bei sehr unebener Fahrbahn keine Unruhe hierüber in das Fahrwerk eingeleitet werden. Bei Geländefahrten mit dem Zweirad kann es erforderlich sein, das Vorderrad über Hindernisse anzuheben.
Motorradakrobaten gelingt es, Tausende Meter in dieser Fahrzeugstellung zurückzulegen.
Einradfahrer fahren grundsätzlich auf nur einem Rad. Auch Inlineskater balancieren und rollen auf ungebremsten Rädern.
In den Jahren um 2001–2018 kamen einachsige Elektrofahrzeuge (Geräte, österr. StVO bis 2018: „fahrzeugähnliches Kinderspielzeug“) (zwei- und einrädrige) Segway, Balanceboards und Einräder auf, die rechnergestützt automatisiert auf einer Achse balancieren und über Gewichtsverlagerung und Ausüben von Drehmoment entlang der Hochachse durch den Fahrer gesteuert werden.

### Powerwheelie

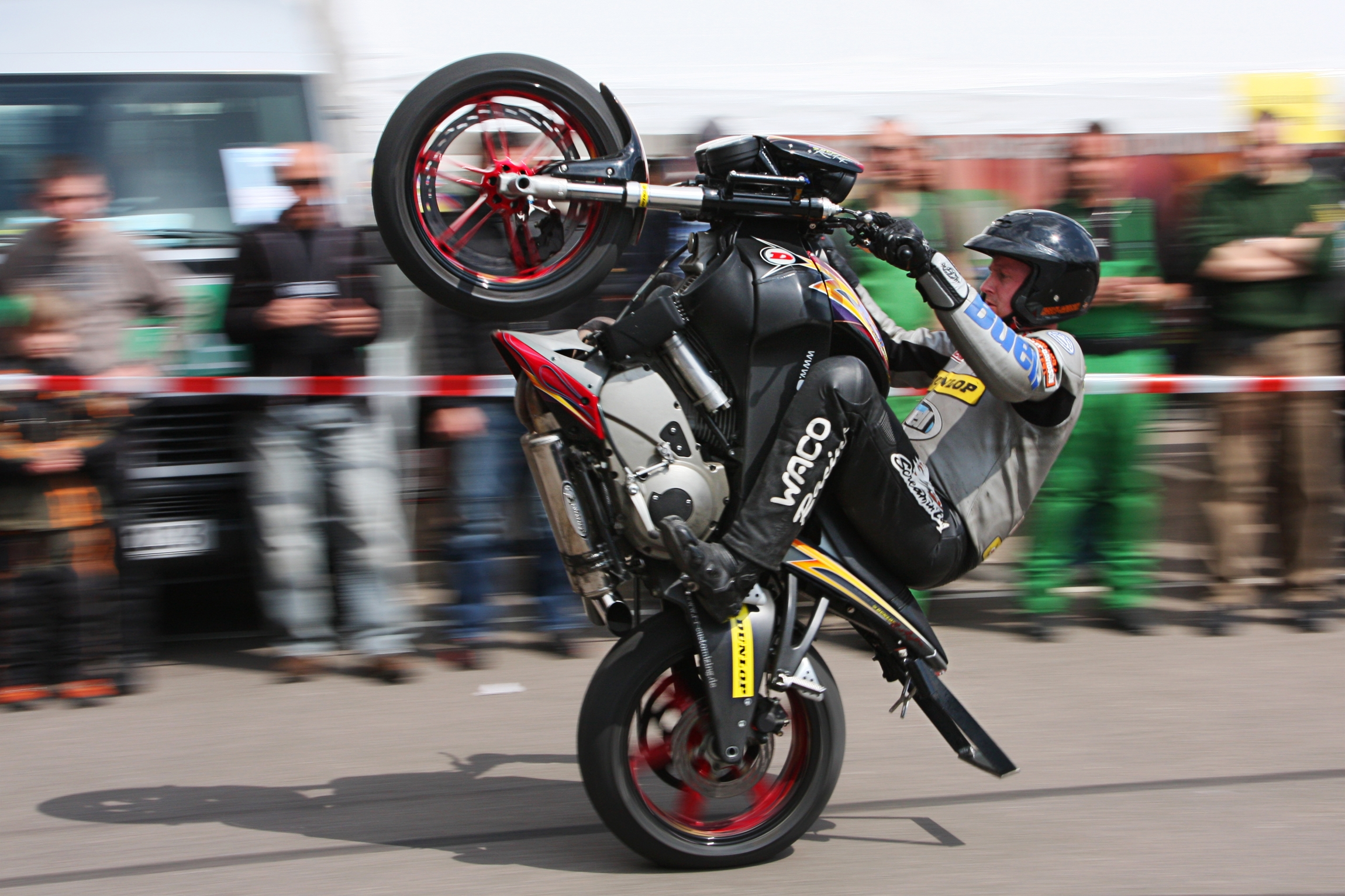
Wheelie

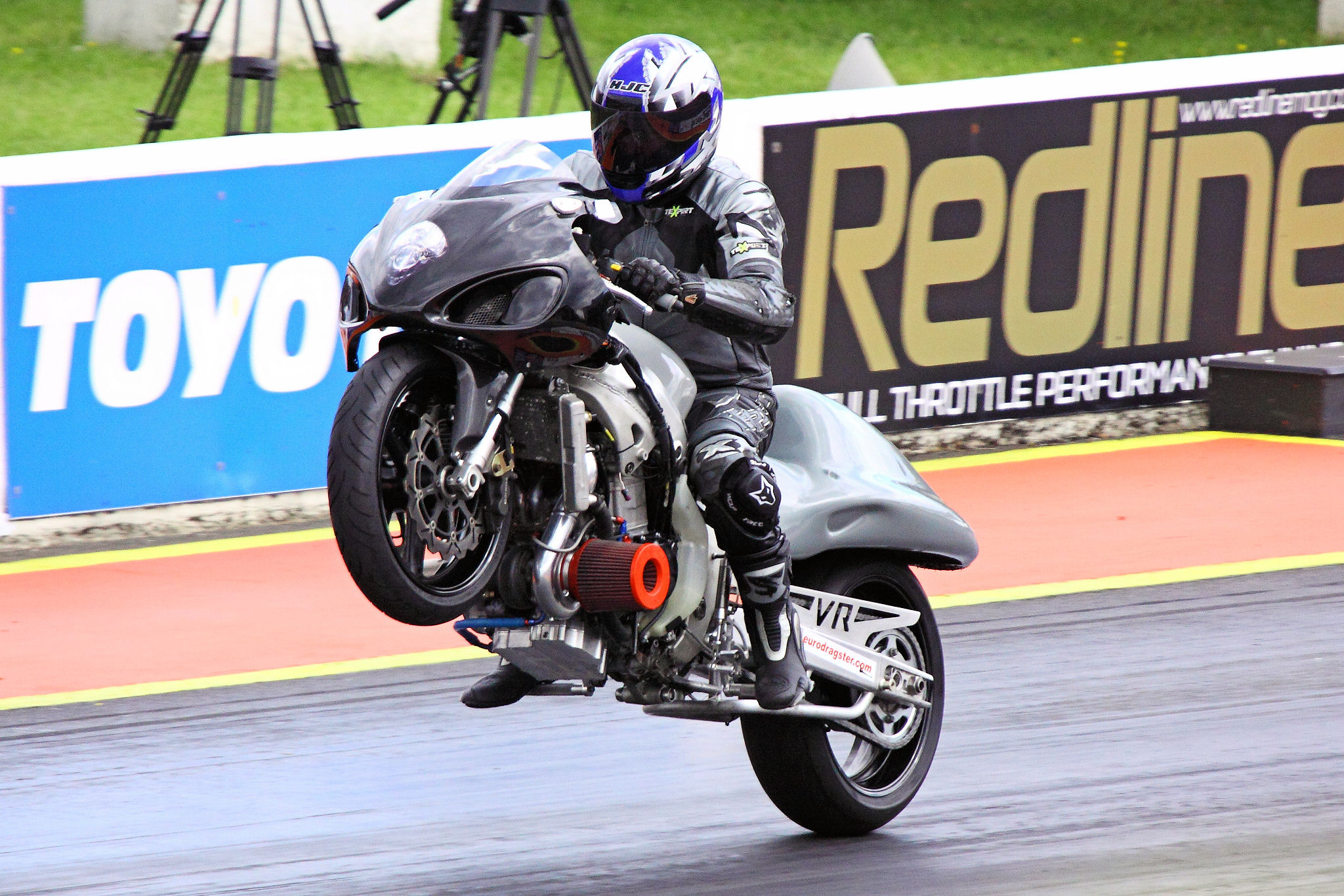
Ein ungewollter „Blow Over“

Zum einen gibt es den so genannten Powerwheelie, der oft im Rennsport zu sehen ist. Dabei kommt es beim Beschleunigen aus Kurven oft zum leichten Anstieg des Vorderrades des Motorrades. Auch bei schneller Fahrt über Fahrbahnkuppen steigt die Vorderachse. In Rennen etwa der MotoGP-Klasse mit über 200 PS kann die volle Leistung nicht immer eingesetzt werden, insbesondere beim Herausbeschleunigen aus Kurven. Auch auf der Geraden beschleunigt nur der optimal, der das Vorderrad gerade noch am Boden hält.

### Gaswheelie
Als Gaswheelie bezeichnet man das Aufstellen des Fahrzeugs durch plötzliches Aufreißen des Gasgriffes. Bei ausreichender Leistung wird das Vorderrad abheben. Bei höheren Geschwindigkeiten, zu niedriger Leistung oder zu tiefem Schwerpunkt kann der Vorgang durch Reißen am Lenker erleichtert werden. Es kann auch die Federung genutzt werden: Plötzliches Schließen des Gasgriffes lässt die Maschine nach vorne in die Federn gehen; wippt sie wieder zurück, öffnet man den Drehgriff, und das Vorderrad geht hoch. Bei leichten Maschinen geht das sogar ohne Gaswegnehmen nur mit dem Körpergewicht und etwas Reißen am Lenker.
Ein Umkippen nach hinten kann man auf zwei Arten verhindern: Bei Viertaktmotoren reicht oft die Motorbremsung aus und durch leichtes Drosseln der Gaszufuhr geht das Vorderrad herunter. Die wesentlich sicherere Technik ist es jedoch, per Hinterradbremse den Wheeliewinkel zu stabilisieren. Will man eine längere Strecke am Kipp-Punkt fahren, so muss man dazu die Hinterradbremse und das Gas feinfühlig miteinander kombinieren.

### Kavalierstart
Beim Kupplungswheelie kuppelt man aus, lässt die Drehzahl ansteigen und kuppelt dann sehr zügig wieder ein. Bei schwachen, schweren, langen oder tiefliegenden Motorrädern wie Choppern oder schweren Tourern kann dies beim Anfahren auch auftreten, etwa mit Sozius und Gepäck. Meist kommt es jedoch bauartbedingt anstatt zum Wheelie zum Durchdrehen des Hinterrades (Burnout), was auch vom Fahrer mutwillig hervorgerufen werden kann. Der Kavalierstart wird auch Ampelstart genannt. Aufgrund des Verlustes der Haftreibung zwischen Reifen und Asphalt kommt es dabei auch des Öfteren zu quietschenden Reifen beim Anfahren bzw. Gummiabrieb auf der Straße.

### Fahrzeugtechnik
Der Schwerpunkt des Fahrzeugs ist fürs Wheelen von entscheidender Bedeutung: je niedriger er liegt, desto mehr Kraft wird für einen Wheelie benötigt. Dies führt bei verschiedenen Modellen wie Chopper oder schweren Tourern schlicht dazu, dass sie nicht aufs Hinterrad gehen, ohne technisch modifiziert worden zu sein. Sollte die benötigte Kraft nicht mehr durch den Antriebsreifen übertragen werden können, kommt es dazu, dass der Hinterreifen durchdreht (Burn-out). Soll der Wheelie konstruktiv verhindert werden, montiert man eine Wheelie-bar.

### Automobile
Auch Automobile können Wheelies vollführen, insbesondere beim Dragracing, wo hohe Motorleistungen über 700 kW auf einer sehr griffigen Piste dies erlauben.

### Wheelie vs. „Blow Over“
Nicht mit dem Wheelie zu verwechseln, ist der sogenannte „Blow Over“, der entsteht, wenn abrupt eine zu hohe Motorleistung auf die Antriebsräder trifft, die in diesem Fall nicht durchdrehen (siehe Burn-out), sondern bei guter Traktion zu einem schlagartigen Aufsteigen des Fahrzeugs führt. Dieses Phänomen kommt zum Beispiel im Drag Racing sowohl bei Motorrädern, als auch bei Autos vor. Das Wiederherstellen eines stabilen Fahrverhaltens erfordert (neben extrem reakrionsschnellem Handeln) beim Auto eine sehr gute Fahrzeugbeherrschung, beim Motorrad zusätzlich große körperliche Kraftanstrengung.

## Auf dem Vorderrad fahren

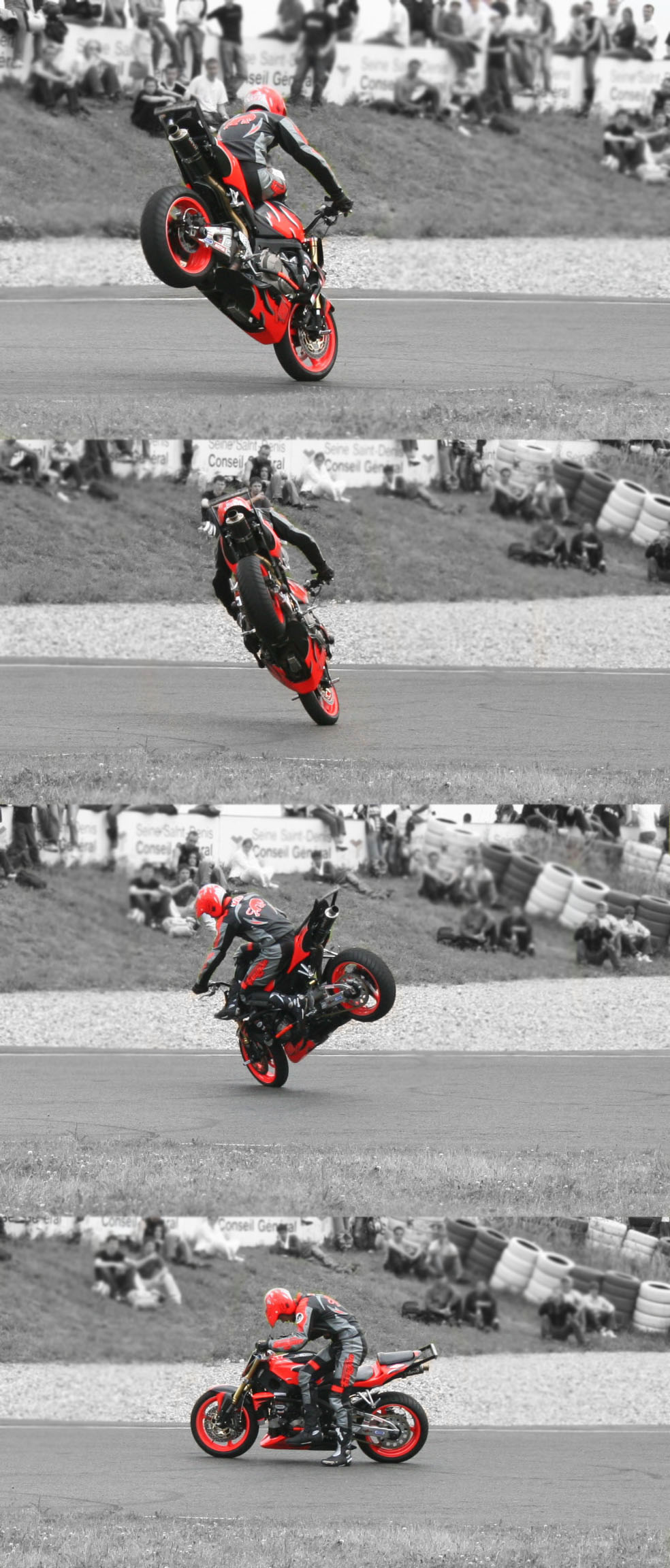
Stoppie 180, bei der Stunt Bike Show, am Circuit Carole (Frankreich)

Unter Endo verstehen Motorradfahrer das Aufstellen des Motorrades auf dem Vorderrad.
Dies wird durch die dynamische Radlastverteilung beim kräftigen Bremsen mit der Vorderradbremse erreicht. Wichtig ist, dass nicht sofort mit voller Kraft gebremst wird, sondern der Druck auf die Bremse kontinuierlich erhöht wird – sonst gerät das Vorderrad ins Rutschen und blockiert.
Es wird dabei zwischen zwei Stoppies unterschieden:

### Auf dem Vorderrad anhalten
Der Standing Stoppie, welcher unmittelbar vor dem Anhalten des Motorrads eintritt bzw. wenn das Motorrad bereits stillsteht.

### Auf dem Vorderrad fahren
Der Rolling Stoppie, bei dem auf dem Vorderrad gefahren wird.

## Burn-out

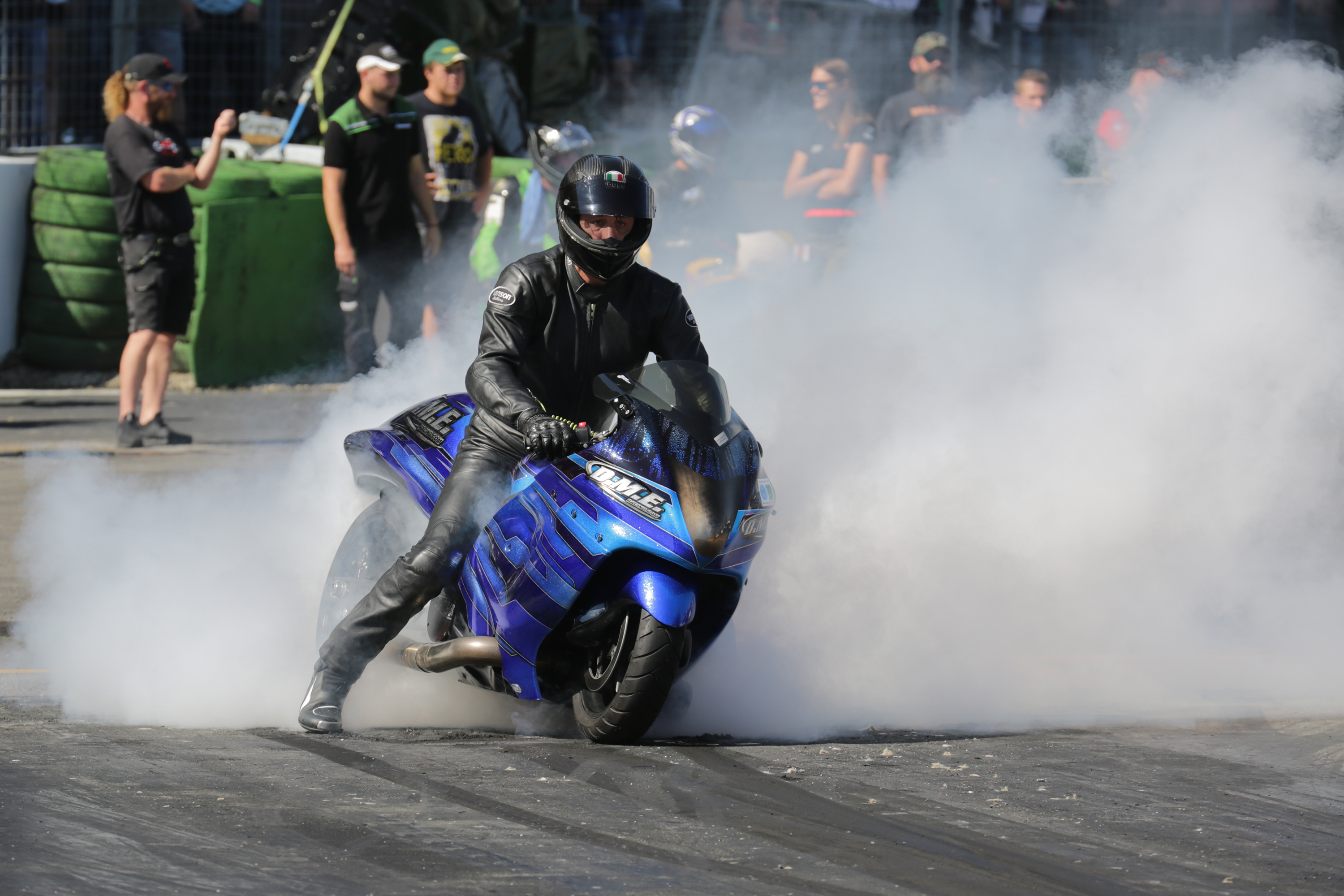
Stehender Burn-out (Drag Racing)

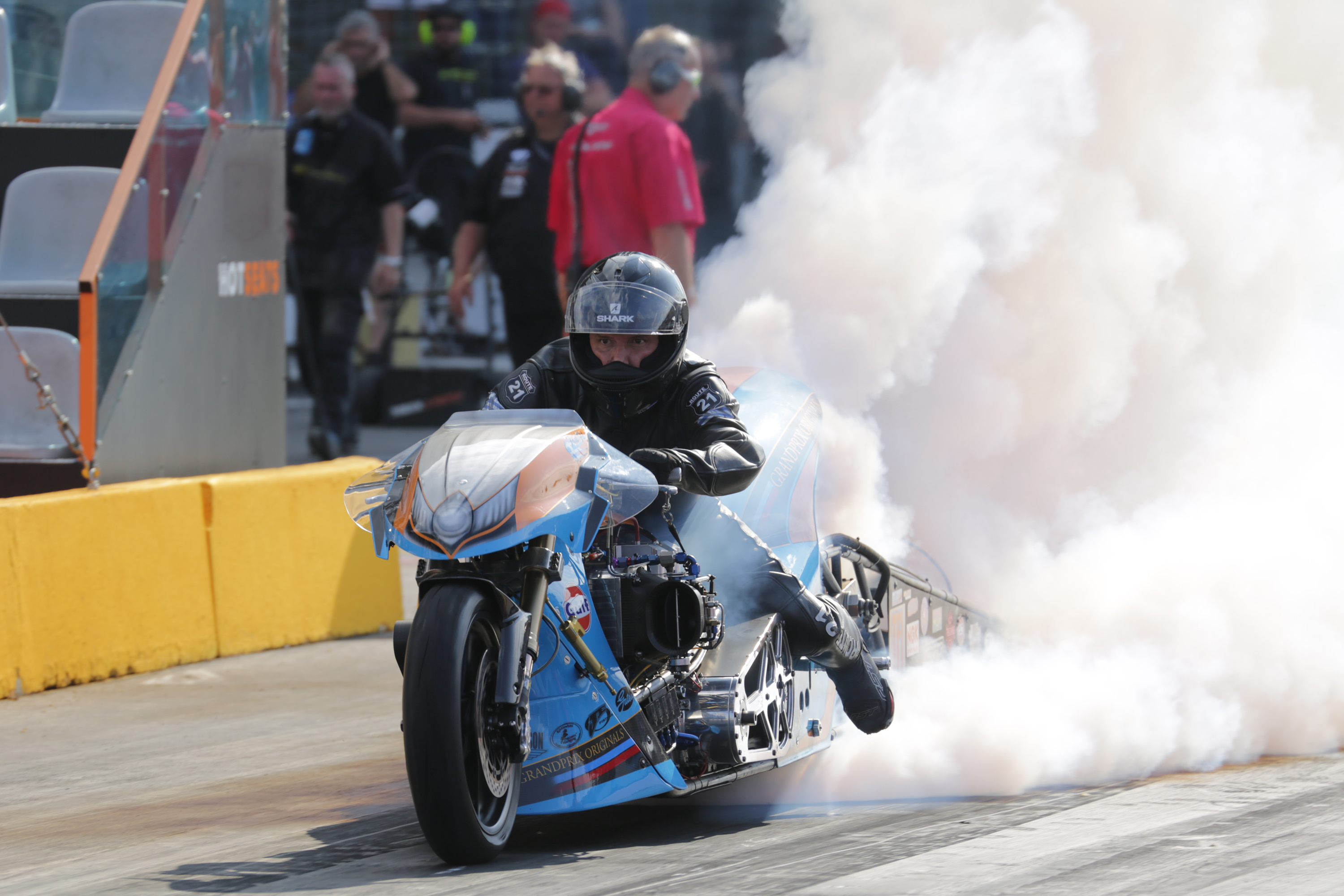
Rollender Burn-out (Drag Racing)

Beim Burn-out (Ausbrennen) lässt der Fahrer die Räder einer Achse (bei gezogener Bremse für die andere Achse) durchdrehen. Eingesetzt wird dies vor allem bei Dragster-Rennen (Beschleunigungsrennen); da die Reifen durchdrehen, erwärmen sie sich, wodurch eine bessere Haftung auf der Strecke gewährleistet wird. Des Weiteren werden Burn-outs oft als Showeinlage bei Autotreffen, Stunt-Shows und Rennen gezeigt.
Der Burn-out ist in Deutschland auf öffentlichen Straßen nicht verboten, nur die damit oft verbundene Geräusch- und Geruchsentwicklung. Beim Burn-out wird nicht nur viel Kraftstoff verbraucht, sondern der gesamte Antriebsstrang eines Fahrzeuges unterliegt einer enormen Belastung: Die Reifen verschleißen sehr schnell und sind meist unbrauchbar nach einem Burn-out. Getriebe und Antriebswellen sowie sämtliche torsionsbelasteten Bauteile (insbesondere Hardyscheibe, Kupplung) erfahren erheblichen Verschleiß, sogar ein Versagen einzelner oder ganzer Baugruppen ist nicht auszuschließen. Während eines Burn-outs wird aber nicht nur der Antriebsstrang auf die Probe gestellt (ähnlich der Belastung eines Knallstarts), sondern auch der Motor muss dieser Belastung (meist hohe Drehzahlen und damit verbunden hohe Temperaturen ohne ausreichende Kühlung) standhalten.

### Stehender Burn-out
Beim stehenden Burn-out dreht das Antriebsrad oder die Antriebsräder im Stand durch (standing burn-out).